# United Internet Team Germany

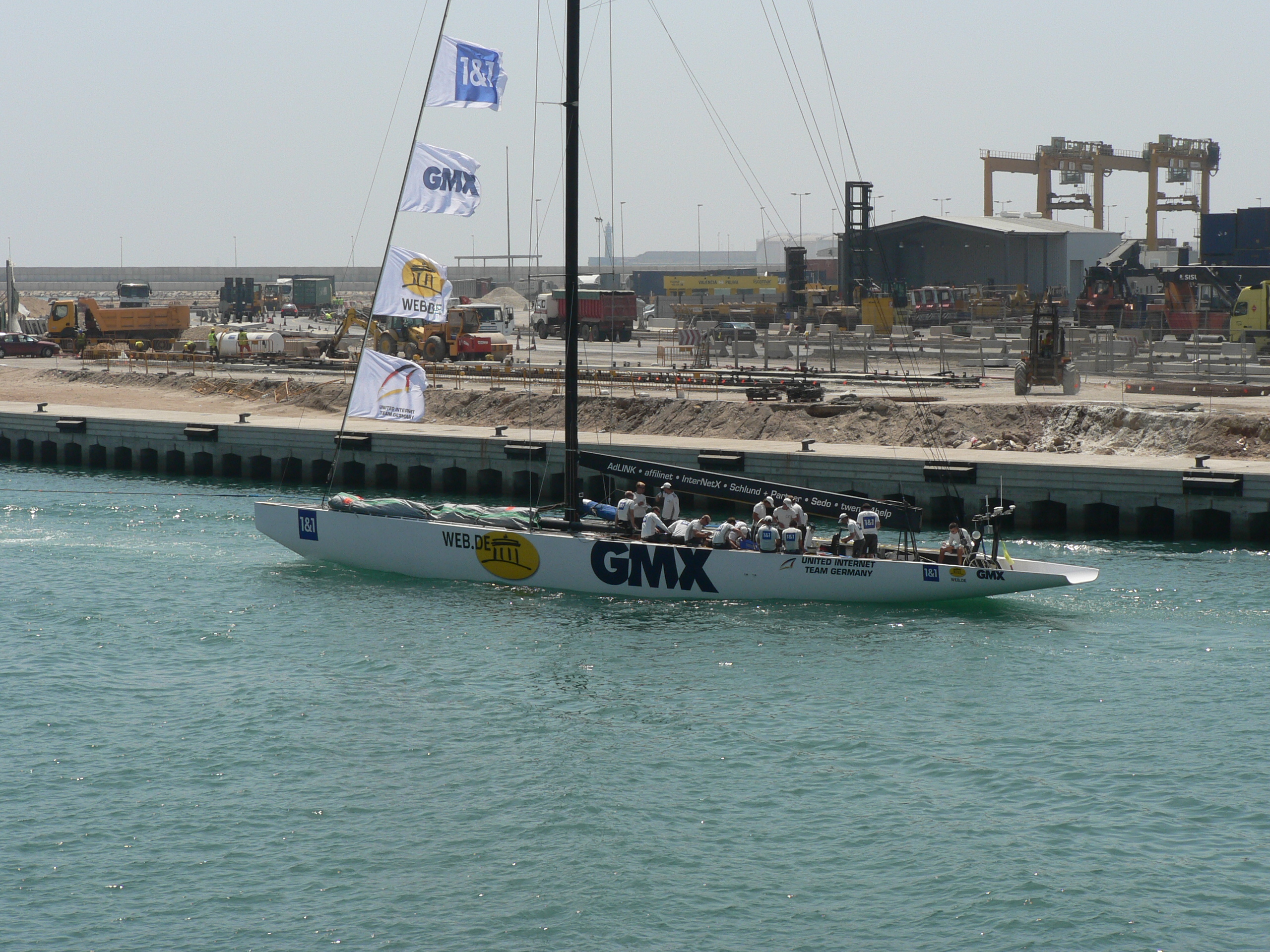
United Internet

United Internet Team Germany est un syndicat allemand participant à la Coupe de l'America. Son propriétaire est Uwe Sasse.
United Internet est également un  groupe de grande dimension regroupant des sociétés telles que Ad'Link, GMX, Web.de, 1&1. Tous les membres sont des spécialistes de services liés à l'internet, chacun des membres du groupe ayant une spécialisation et ses propres sous-filiales tel que AdLink avec net:dialogs, Sedo, affili.net et Composite.